# 杨成旺
杨成旺（1953年6月—），男，汉族，内蒙古和林格尔人，中华人民共和国政治人物，曾任内蒙古自治区卫生厅厅长、党组书记，内蒙古自治区政协副主席、党组副书记。